# Rychnov u Jablonce nad Nisou
Rychnov u Jablonce nad Nisou (en allemand : Reichenau) est une ville du district de Jablonec nad Nisou, dans la région de Liberec, en Tchéquie. Sa population s'élevait à 2 785 habitants en 2021.

## Géographie
Rychnov u Jablonce nad Nisou est arrosée par la Neisse, et se trouve à 5 km au sud de Jablonec nad Nisou, à 12 km au sud-est de Liberec et à 85 km au nord-est de Prague.

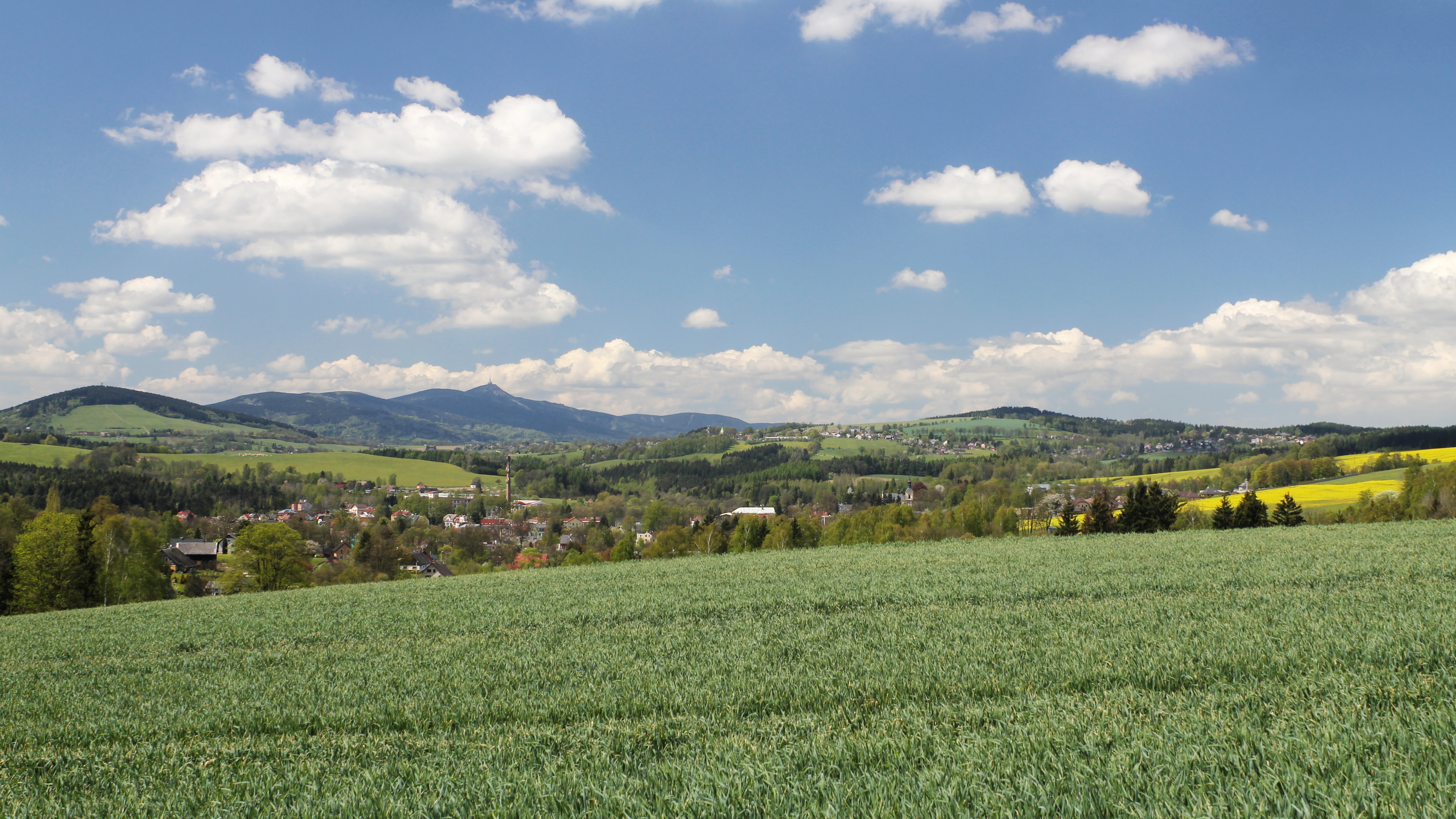
Rychnov u Jablonce nad Nisou : vue générale.

La commune est limitée par Rádlo au nord, par Jablonec nad Nisou et Pulečný à l'est, par Frýdštejn au sud, et par Hodkovice nad Mohelkou et Jeřmanice à l'ouest.

## Histoire
La première mention écrite de la localité date de 1361.

## Transports
Par la route, Rychnov u Jablonce nad Nisou se trouve à 7 km de Jablonec nad Nisou, à 16 km de Liberec et à 103 km de Prague.